# Kurikka
Kurikka is een gemeente en stad in de Finse provincie West-Finland en in de Finse regio Zuid-Österbotten. De gemeente heeft een landoppervlakte van 1.724,63 km² en telt 19.890 inwoners (2022).
In 2009 ging Jurva op in Kurikka. In 2016 volgde Jalasjärvi.

## Geboren in Kurikka
- Juha Mieto (1949), langlaufer en parlementslid

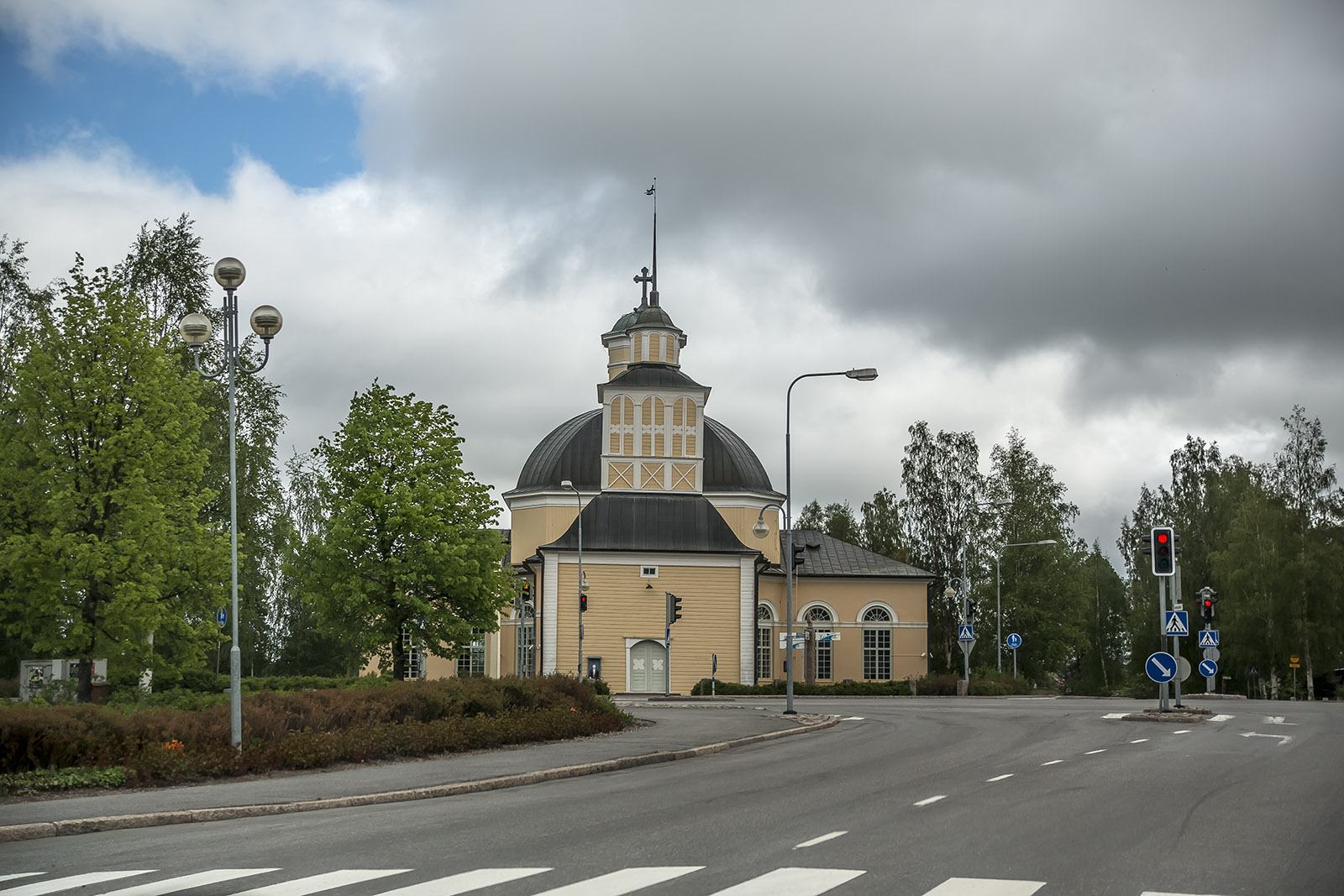
Kerk van Kurikka

- Arsi Harju (1974), kogelstoter

Ähtäri · Alajärvi · Alavus · Evijärvi · Ilmajoki · Isojoki · Isokyrö · Karijoki · Kauhajoki · Kauhava · Kuortane · Kurikka · Lappajärvi · Lapua · Seinäjoki · Soini · Teuva · Vimpeli
Voormalige gemeenten:
Alahärmä · Jalasjärvi · Jurva · Kortesjärvi · Lehtimäki · Nurmo · Peräseinäjoki · Töysä · Ylihärmä · Ylistaro